# Пименов, Владимир Сергеевич
Владимир Сергеевич Пименов (род. 1 февраля 1941 года в Зарайске) — российский художник, Народный художник Российской Федерации (2002), член-корреспондент Российской академии художеств с 2011 года, член Союза художников России (с 1975 года) и Творческого союза художников России.

## Биография
В 1963 году окончил Рязанское художественное училище. В 1972 году окончил Всесоюзный государственный институт кинематографии (художественный факультет). Педагоги — Б. М. Неменский, М. А. Богданов, А. П. Сазонов. Начало творческой работы с 1967 года. Работает в разных жанрах как график и живописец.
1972—1976 гг. — режиссёр-постановщик мультфильмов киностудии «Беларусьфильм». В 1982 году переведён из Союза художников Белоруссии в Союз художников России. С 1989 года член бюро секции графики, председатель комиссии по работе с молодыми художниками, член правления МООСХ.
Участник многочисленных групповых и персональных выставок. Работы находятся в Государственном музее изобразительных искусств им. А. С. Пушкина, Государственной Третьяковской галерее, Национальном художественном музее Республики Беларусь, Московском музее современного искусства, Курганском художественном музее, Музее изобразительных искусств (г. Астана), Казыльском историко-художественном музее, Серпуховском историко-художественном музее, музее «Зарайский Кремль», галерее графики в Германии (Аахен), национальной галерее в Индии (Дели), национальной галерее графики в Польше (Варшава), галереях современного искусства в Польше (Краков и Катовице), художественном музее в Италии (Бьелла), арт-галерее в Болгарии (Попово), в частных собраниях, а также в собрании Министерства культуры России и в Дирекции выставок Союза художников России.
Живёт и работает в Зарайске.

## Награды
- Заслуженный художник Российской Федерации (31 декабря 1992 года) — за заслуги в области изобразительного искусства[1]
- Народный художник Российской Федерации (15 апреля 2002 года) — за большие заслуги в области искусства[2]
- Орден Дружбы (22 ноября 2011 года) — за большие заслуги в развитии отечественной культуры и искусства, многолетнюю плодотворную деятельность[3]
- Знак Губернатора Московской области «Благодарю» (2011 год)
- Золотая медаль Российской академии художеств (2007 год) за серию офортов «Зарайск» и «Ангелиада»
- Золотая медаль Творческого союза художников России
- Лауреат VII международной триеннале «Индия-94»